# プトゥームの黒人の大修道院長
『プトゥームの黒人の大修道院長』（プトゥームのこくじんのだいしゅうどういんちょう、原題：英: The Black Abbot of Puthuum）は、アメリカ合衆国のホラー小説家クラーク・アシュトン・スミスによる短編小説。『ウィアードテールズ』1936年3月号に掲載された。
ゾティークのシリーズの一編。冒頭には「ホアラフ王の弓兵」の詩が載せられ、物語後に主人公のゾバルが詠ったものと示唆される。

## あらすじ

### ホアラフ王の弓兵
何世紀も前、ヨロス国では黒人修道会が栄えた。だがいまでは、貴人や富豪の後宮に従事する宦官などの特定の職務を除けば、王国に黒人はいない。たとえイズドレルに修道院が存在するとしても、世に知られているものではないだろう。
弓兵ゾバルと槍兵クシャラは、ヨロス王ホアラフの目に留まり、選り抜きの戦士として重用される。あるとき王は宦官シムバンに、荒涼のイズドレルで噂される美女を後宮に買い入れる任務を授け、2人は護衛役につけられる。ルバルサという娘の美しさは、ゾバルとクシャラを虜にした。だが帰り道に、「三日月状の黒い影」が、一行の行く手を阻み、取り囲んで「軍隊のような騒音」で威嚇してくる。娘と宦官は怯えて恐慌に陥り、戦士2人がどう対処したものか考えあぐねていると、闇が薄れ始め、どこからかローブの人物が近づいてくる。二本の角がついた紫色の帽子は、大修道院長の証である。誰何すると、黒人はウジュクと名乗り、「プトゥームの修道院の大修道院長」と続ける。ウジュクは、夜は危険なので修道院で持て成すと4人を招待する。ゾバルとクシャラは、黒人の露骨な怪しさと好色さに警戒するも、宦官と娘は申し出に感謝して、渋る戦士2人に受け入れるよう促し、最終的に2人は折れる。4人はウジュクに案内され、巨大な建物へ、次いで食堂へ。戦士2人は武装解除を促されるも断り、食事にも手を付けず、疑念をつのらせる。宦官と娘がようやく、ウジュクが聖者らしからぬと気付き始めたころ、ゾバルとクシャラは、修道士たちの「影」の不自然さを見て取り、大修道院長が魔物であると確実視する。寝室は4人分用意されたが、4人は一室に集まって、寝台にルバルサが、床にシムバンが眠り、ゾバルとクシャラは戸口の外で警護につく。
夜明け方、眠り込んでいた戦士2人は、中庭からの物音で目を覚ます。クシャラは警護を続け、ゾバルが調べに行く。人語の囁きを辿ったゾバルが、地下納骨所への扉を見つけて降りると、ミイラが「わしはプトゥームの大修道院長のウルドルだ」と名乗って語りかけてくる。ウジュクとは、ウルドルが魔物にたぶらかされてもうけた、半人半魔の子であるのだという。ウルドルはゾバルが持つ「善なる魔術矢」で自分を殺してくれるように懇願し、その矢ならば邪悪なる不死をも貫通してウジュクをも殺せると助言する。また、自分の首から下がっている護符は幻術を解除することも教える。ゾバルはウルドルに慈悲の死を与え、地上に出る。仲間たちの声と嫌らしい笑い声を聞いて寝室へと駆けつけると、クシャラの奥の戸口が壁で塞がれていた。魔術で作られた壁の奥からは宦官と娘の声が聞こえてくる。クシャラには何が起こっているのか理解できなかったが、ゾバルが護符を取り出して壁に接触させると壁が消え去り、それどころか全ての幻影が消えて、プトゥーム修道院そのものが廃墟に戻る。シムバンの惨殺死体の奥では、真っ黒な夢魔がルバルサにのしかかっており、彼女は必死で抵抗していた。化物の姿となったウジュクは、2人に向きを変えて敵意を向けてくる。クシャラが槍を構えて飛び出すも、すぐさま12人の修道士が出現し、彼らは人数差でクシャラを制圧する。ゾバルは、修道士たちの奥にいるウジュクに狙いを定め、魔術矢を射ち込む。ウジュクが倒れて身をよじり、動かなくなると、修道士たちは消える。ウジュクの巨体は縮み、腐臭が立ち上る。混乱するクシャラに、ゾバルはウジュクが死んで幻影が解けたことを説明する。ルバルサも混乱していたが傷はないようだ。
危機を経験したゾバルとクシャラは、お互いがルバルサに対して深い恋慕を抱いていることを自覚する。ゾバルは、もう彼女を王のもとには連れて行けないと判断し、外国に逃げることと、2人のどちらが彼女を自分のものにするかを籤で決めようと提案する。負けても真の友には恨みっこなしと、クシャラは同意する。2人は夢魔の死体の五本指を拾い、兜に納めて、籤引きを始める。ゾバルが勝ち、クシャラは悔しがったものの、ルバルサはクシャラを選ぶ。

### 大修道院長ウルドル
1000年以上前のこと。北の黒人帝国イルカルから、処女の女神オジュハルを崇拝する禁欲宗団が、ヨロス国へとやって来た。イルカル皇帝に憎まれ追放された修道士たちは、大修道院長ウルドルの指導のもと、イズドレルの砂漠に修道院を建て、俗世を避けて敬虔な信仰に明け暮れる。やがて大勢いた修道士たちは死んでいき、高潔さと魔術で長命となったウルドルが最後の一人となる。
さて、孤独な大修道院長のもとには、砂漠の女夢魔たちが誘惑に訪れた、ウルドルは抵抗していたが、中には狡猾なやつがおり、ついに騙され不浄な交わりを結んでしまい、半人半魔の悪鬼ウジュクが生まれる。このことに怒った神オジュハルは、ウルドルに贖罪を命じる。さらにウジュクは、老いて弱ったウルドルを地下納骨所に放り込んで監禁する。ウルドルは朽ちていくも決して死なず、聖者の幻視の力は、1000年間にわたりウジュクの悪行を見続けていた。
ウジュクは大修道院長を装い、不死性と地獄の力を授けられ、プトゥームを支配する。普段は妖術を用いて修道院を隠しており、目につけた者が近くに来ると姿を現し、男は喰らい、女は情欲に奉仕させる。

## 主な登場人物

### 主要人物
- ゾバル - 弓兵。乗馬は神経質な種馬。主人公。
- クシャラ - 槍兵。乗馬は白黒ぶちの武装牝馬。
- シムバン - 宦官。ホアラフ王の後宮の調達人。肥満体で臆病。驢馬2頭を騎乗用と荷物用に用いる。
- ルバルサ - イズドレルに住む遊牧民の娘。祖母と二人暮らし。シムバンに買い取られる。乗馬は王が用意した専用の去勢馬。
- ウジュク - 悪役。プトゥームの修道院の大修道院長。長身の黒人。二本角の紫帽子をかぶる。見た目と異なる、大きな不格好な影がある。

### 脇役
- ホアラフ王 - ヨロスの国王。
- アムドク - ヨロスの宮廷魔術師。ゾバルに、魔物をしりぞける魔術の矢毒を授ける。クシャラにも魔術武器を授けようとしたが、愛用の槍に勝る得物はないと断られた。
- 12人の修道士 - 黄色の頭巾をかぶった、ウジュクによく似た黒人たち。影をもたない。
- ウルドル - 真の、プトゥームの黒人の大修道院長。夢魔にたぶらかされ、悪鬼ウジュクをもうける。ウジュクによって地下に監禁され、朽ちながらも生き永らえていた。
- オジュハル - 処女の女神。プトゥームの禁欲宗団が信仰する。

## 関連作品
- 拷問者の島 - 銀死病でヨロス王国と首都ファラードが滅びる。

## 収録
- 『ゾティーク幻妖怪異譚』創元推理文庫、大瀧啓裕訳
- 『呪われし地』アーカム・ハウス叢書、小倉多加志訳「プトゥームの黒い僧院長」